# Hierón II
Hierón II (en griego Ἰέρων) (c. 306-215 a. C.) fue un tirano de Siracusa que gobernó desde el año 265 a. C. hasta su muerte. Era hijo ilegítimo del noble Hierocles y descendiente de Gelón, tirano siracusano del siglo V a. C.

## Su carrera como militar
Una leyenda narra que de pequeño su padre no quería reconocerle, pero un presagio le indujo a creer que el neonato tendría un glorioso futuro y Hierocles no lo abandonó. Cuando tenía treinta años combatió al lado de Pirro de Epiro durante la expedición a Sicilia de este (278-276 a. C.) y se distinguió como un guerrero valeroso. Cuando el rey del Epiro dejó Siracusa, Hierón fue nombrado general junto a Artemidoro.
Tras la marcha de Pirro, rey del Epiro, de Sicilia en el 276 a. C., los siracusanos nombraron a Hierón comandante de sus tropas. Afirmó su posición con su matrimonio con Filistes, hija de Leptines, el ciudadano más poderoso de Siracusa.
Para consolidar su ciudad, atacada muchas veces por los mamertinos, decidió librarse de estos mercenarios. 

### Ascenso al poder
Retirado a su patria, reconstituyó un ejército de siracusanos, con el que atacó a los mamertinos. En el 270 a. C. derrotó a los mamertinos en Centuripa, y posteriormente en Milas, obligándolos a refugiarse en Mesina, donde fueron confinados y allí fueron salvados de una ulterior derrota por mediación de los cartagineses, que hicieron firmar a las dos partes un tratado de paz. Al mismo tiempo, en el 272 a. C., Hierón mandó tropas en ayuda de los romanos que asediaban Rhegium. Hierón conquistó en breve tiempo Milas y Alaesa y se alió con Tíndaris, Abaceno y Tauromenio.

Tras estas victorias Hierón volvió a Siracusa ante el hostigamiento de los cartagineses, en el 270 a. C. Hierón fue acogido en Siracusa como un héroe y fue nombrado tirano de la ciudad, con el nombre de Hierón II. En el período que siguió mantuvo contactos estables con los romanos y con los cartagineses, llegando a ser elegido rey.

## Hierón II en la primera guerra púnica

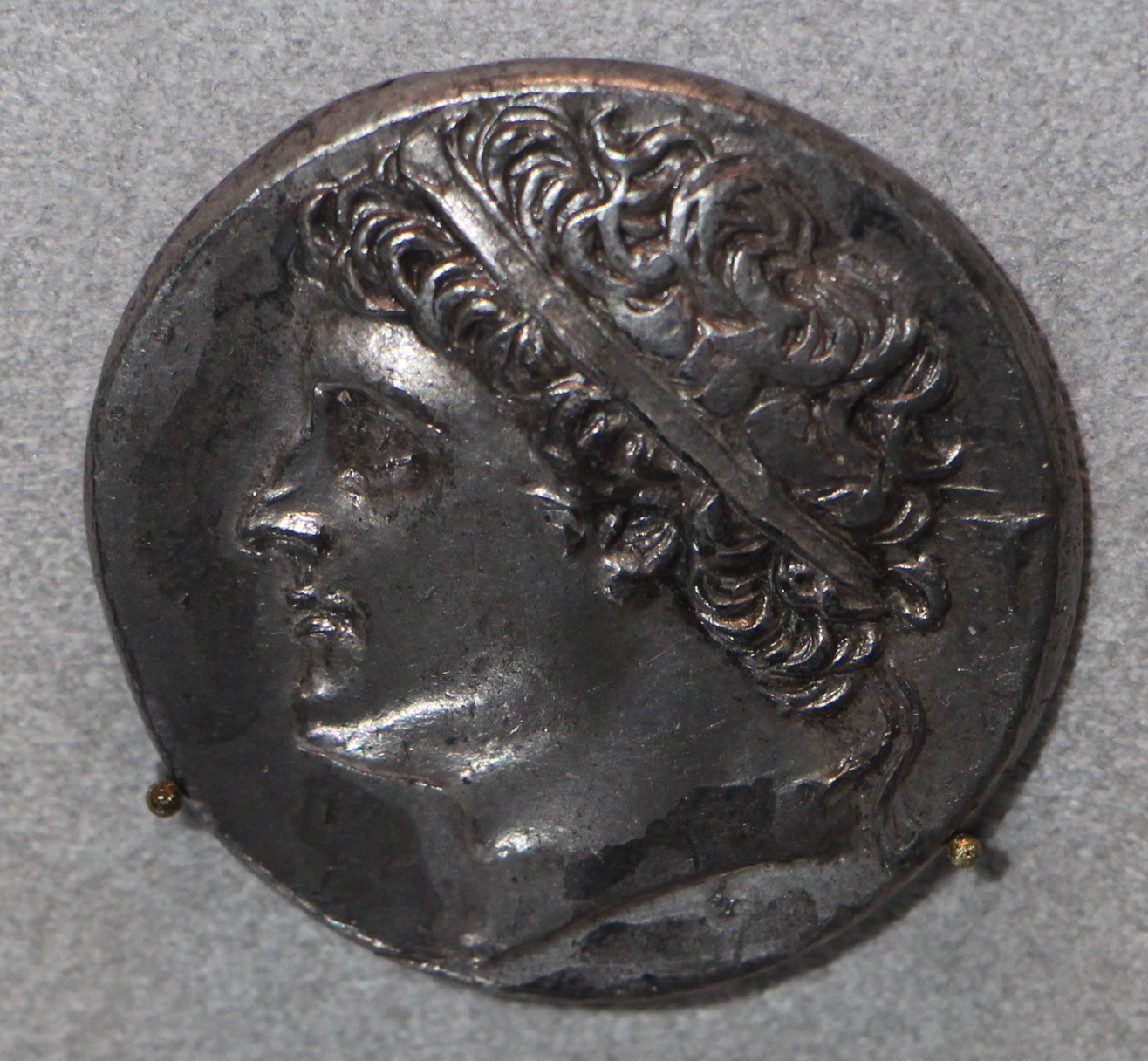
Moneda con la efigie de Hierón II.

En el 265 a. C. intentó expulsar a los mamertinos de Mesina, aliándose a tal fin con Cartago. Los mamertinos llamaron en su auxilio a Roma, comenzando así la primera guerra púnica.
Pero cuando los romanos apoyaron a los mamertinos, en el 264 a. C., Hierón se alió a los cartagineses y constituyó un ejército con Hannón. Juntos asediaron Mesina, pero fueron bloqueados por el ejército del cónsul Apio Claudio el Censor que cruzó el estrecho de Mesina.  No confiando plenamente en la ayuda de los aliados, el tirano retiró sus tropas y regresó a Siracusa.

Apio Claudio el Censor los siguió, pero fue detenido por una grave peste que diezmó su ejército. En el 263 a. C. los nuevos cónsules, Manio Otacilio Craso y Manio Valerio Mesala, reabrieron las hostilidades. Los Fastos triunfales informan que Mesalla consiguió grandes victorias, conquistando 67 ciudades, entre ellas Mesina y Catania, y venciendo en una importante batalla contra los cartagineses en Hímera.
Hierón, asustado por la potencia de los romanos, les ofreció su alianza, que Mesalla aceptó. El tirano siracusano mantuvo así la posesión de la Sicilia suroriental, hasta Tauromenio; en cambio fue obligado a pagar una gran suma de dinero y a liberar a los prisioneros de guerra. De este modo se garantizó un largo período de paz para toda la zona. Hierón decidió someterse a Roma en el 263 a. C., no interviniendo en el conflicto romano-púnico y conservando de esta forma una relativa independencia bajo la tutela de Roma.
Fue en este período cuando se manifestó la voluntad del tirano de ayudar a quien tuvo necesidad. Mandó ayudas a Rodas, golpeada por un terremoto y buscó la atención de la madre patria griega, mediante grandes regalos a la ciudad de Olimpia. Además hizo construir el barco más grande realizado y lo mandó en regalo a Ptolomeo III.
En su patria mantuvo un gobierno demócrata, con un senado y consejeros comportándose casi como un ciudadano privado. En el 240 a. C. gobernó al lado del hijo de Gelón II, que murió poco antes del padre. La ciudad de Siracusa bajo Hierón vivió un período muy floreciente, dotada con grandes obras públicas, como escuelas, templos y altares públicos. Al mismo tiempo, Hierón mantuvo alta la guardia encargando a Arquímedes la maquinaria para contrarrestar eventuales guerras.
Las tropas siracusanas intervinieron en la primera guerra púnica a lado de las romanas muchas veces. Contribuyó al asedio de Agrigento, luego a la conquista de Camarina y de Lilibea. En el 241 a. C., Hierón participó en las negociaciones de paz, que fueron también ventajosas para Siracusa. El tirano visitó Roma, donde fue acogido con honores. También fue premiado por su alianza después de la victoria en el 222 a. C. contra los galos.

## Muerte

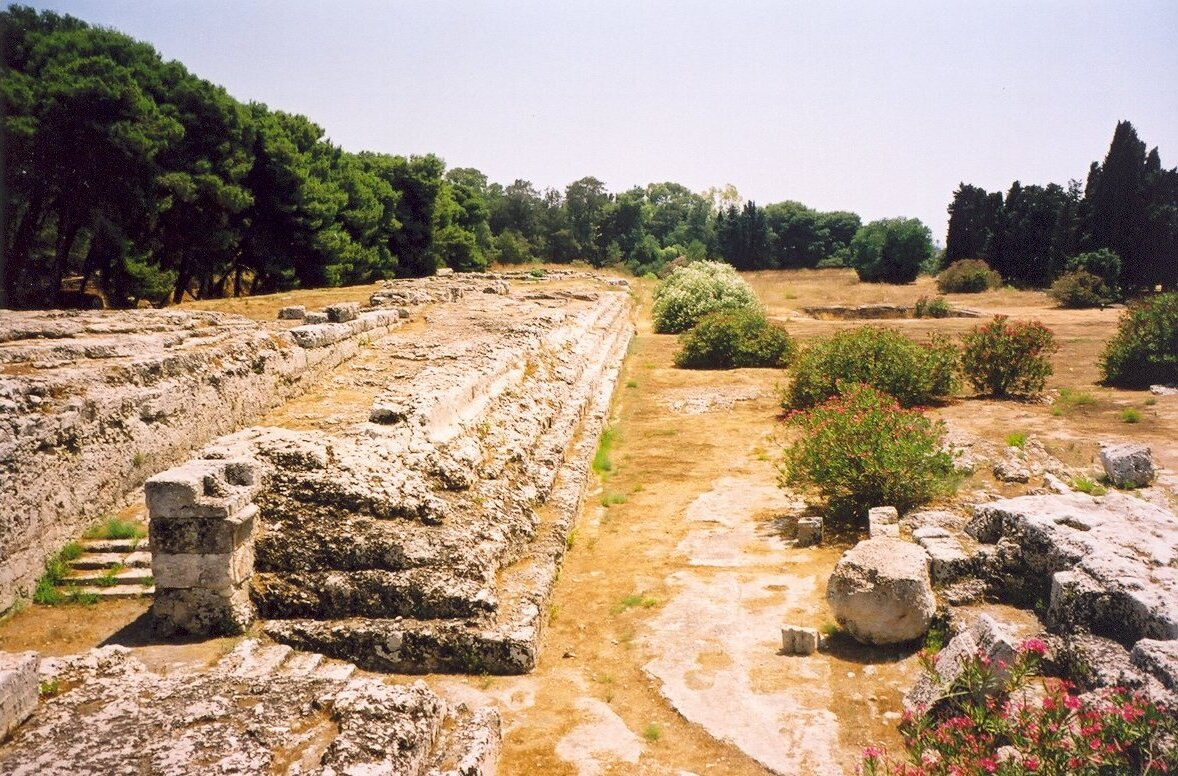
Restos del monumento funerario de Hierón II en Siracusa.

En el 218 a. C., al principio de la segunda guerra púnica, ofreció una flota al cónsul Tiberio Sempronio Longo. El año siguiente envió ayuda, en consecuencia, a la batalla del Lago Trasimeno y también una estatua de oro de la Victoria. La batalla de Cannas fue la última ocasión en que pudo ser útil, puesto que antes del fin del 216 a. C. Hierón murió, posiblemente, a los 92 años. Dejó otras dos hijas, Demarata y Heraclea, que se casaron con dos importantes ciudadanos siracusanos. Le sucedió su nieto Jerónimo.
Tras su muerte, en el 215 a. C., triunfó en la ciudad la facción que apoyaba la alianza con Cartago en la segunda guerra púnica. Siracusa entró entonces en guerra contra Roma, la cual sometió a la ciudad a un asedio en el cual los ingenios de Arquímedes tuvieron vital importancia a la hora de resistir a las fuerzas navales romanas, si bien la ciudad acabaría cayendo ante los ejércitos romanos.
Teócrito, en el decimosexto Libro de sus Idilios , exalta la figura del tirano siracusano. Pochazo (218 a. C.)